# Prestol Karla Velikega
Prestol Karla Velikega (nemško Karlsthron ali Aachener Königsthron) je prestol, ki ga je postavil v 790-ih Karel Veliki in je   del opreme dvorne kapele v Aachnu (danes v stolnici). Do leta 1531 so prestol uporabljali za kronanje nemških kraljev, skupaj je bilo 31 kronanj. Še posebej v 11. stoletju so ga imenovali totius regni archisolum (prestol svetega rimskega cesarja).  Karel sam ni bil kronan na njem.

## Opis
Prestol je zelo enostaven, preprost in popolnoma svobodno izdelan. Šest stopnic privede do sedeža, ki stoji na podstavku. Sedež sam je sestavljen iz štirih marmornih plošč, ki so povezane z bronastimi sponami. Po sodobni teoriji so marmor in stopnice prinesli iz cerkve Božjega groba v Jeruzalemu okoli leta 800. Druga (nepreverjena) razlaga pa je, da so to stopnice Pilatove palače, po katerih je stopal Jezus, ko je bil bičan.  Na eni od dveh stranskih plošč so drobne, zarezane črte, ki so jih uporabljali kot ploščo za starodavno igro Mlin. Hrbtna plošča kaže zgodnje upodobitve križanja.  Na podlagi površinske obdelave in prisotnosti vreznin iz različnih obdobij poganskih in krščanskih tem je mogoče sklepati, da so plošče, preden so bile nameščene tukaj, uporabljali še vsaj za dva namena.
Lesena notranja struktura, ki je zdaj v Renskem deželnem muzeju v Bonnu, je nadomeščala zdaj izgubljeno marmorno sedežno ploščo. Spodaj je polica, na kateri je bil shranjen del cesarskih insignij, zlasti torbica svetega Štefana. Radiokarbonska datacija kaže, da je ta hrastova plošča iz okoli leta 800. 
Prestol stoji na štirih kamnitih stebrih. Obiskovalci so se pozneje lahko splazili pod prestol, kar je bil dokaz ponižnosti do novega maziljenega vladarja in dejanje čaščenja Jezusa Kristusa, ki je bil povezan s prestolom in je upodobljen na zadnji marmorni plošči. Polirani videz notranjih površin štirih stebrov pomeni, da je v stoletjih nešteto obiskovalcev izvedlo ta obred. Območje je zdaj omejeno z vrvjo.
Prestol je preživel stoletja, vse obnove in rušenja v kapeli. V skladu z ukrepi stolnega kapitlja za zaščito dragocenih artefaktov stolnice in zakladnice je bil pred bombardiranjem in požarno vodo v drugi svetovni vojni prekrit s katranskim papirjem in zakopan v pesku. Danes so umazani rumeni madeži na prestolu posledica tega papirja in niso bili odstranjeni zaradi strahu pred poškodbami starih grafitov na prestolu.
V prehodu pod prestolom in v neposredni bližini so ohranjena prvotna karolinška tla. Kamen je iz starodavnih ruševin in je bil oblikovan v italijanskem reprezentativnem slogu. Natančneje, izvirna tla so iz belega marmorja, špinačno zelenega porfirja in rdečega porfirja iz Egipta. Material bi lahko izhajal iz Teoderikove palače v Raveni, v kateri so našli veliko podobnih talnih plošč. 
- Prestol s sprednje strani
- Desna stran
- Leva stran
- Zadnja stran

## Simbolika
Prestol, katerega simbolno povezavo označujejo kot izjemen dokument karolinške renesanse, je v zahodni galeriji zgornjega nadstropja karolinške osmerokotne dvorne kapele.
Postavitev prestola je v strukturnem smislu utesnjena v kapeli, katere sorazmerna razmerja ustvarjajo simbolno podobo nebeškega Jeruzalema, izraženo v številkah, verjetno po svetopisemskem modelu Salomonovega prestola, kjer je tudi vladar postavljen na ločeno območje na galeriji, in je prestol najvišje mesto in s tem nedvoumno simbolizira cesarjevo zahtevo po časovnem in duhovnem vladanju nad kraljestvom in njegovo vlogo kot posrednika med nebesi in zemljo. V zvezi s tem bi lahko bilo število stopnic simbolnega pomena, saj je Salomonov prestol iz I. knjige kraljev 10.19 tudi imel šest stopnic in je stal v dvorani nasproti templja kockaste oblike z najsvetejšim (I. knjiga kraljev 7.6f.). Zavestno sklicevanje na Salomonov prestol bi ustrezalo Karlovi zahtevi brezpogojne vsesplošne moči in občutka poslanstva kot vladarja krščanskega imperija nad novo izbranim božjim ljudstvom in s tem tako rekoč za novega Salomona. To razlago potrjuje Karlovo dokazano občudovanje kralja, enako slavnega očeta in predhodnika Salomona, kralja Davida, katerega vloga božjega predstavnika na Zemlji je enaka zahtevi Karla. Leta 801 je bilo rečeno: "Mi pripadamo Karlu na dvoru, ki mu je ime David."  To sporočilo je bilo poudarjeno z uporabo marmorja iz Svete dežele, ki naj bi bil iz cerkve Svetega groba v Jeruzalemu in je povezan s Kristusom in s tem tudi idejo božanske pravice kraljev. V skladu s srednjeveško miselnostjo bi marmorne plošče v stiku s Kristusom postale sveta relikvija. 
Prestol stoji v zahodnem delu kapele v smeri vzhod–zahod. Pogled vladarja na prestolu je bil usmerjen na vzhod v pričakovanju, da bo poslednja sodba prišla iz te smeri in z njo s tem konec vseh posvetnih moči (Ad orientem).
Štirje stebri na kamnitem podstavku predstavljajo svet, ki mu časovno suvereno vladajo štirje elementi (ogenj, voda, zrak in zemlja), to so letni časi in štiri glavne smeri. Mogoče je tudi sklicevanje na štiri reke v rajskem vrtu, ki prinesejo blaginjo na Zemljo. 
Najverjetneje je oltar, posvečen nadangelu Mihaelu, stal v prostoru za prestolom. Zato je kronan kralj imel zagotovilo, da mu nadangel krije hrbet.